# Nokona coracodes
Nokona coracodes là một loài bướm đêm thuộc họ Sesiidae. Nó là loài duy nhất được tìm thấy ở Toowoomba in Queensland.

## Phân loại
Nokona coracodes was placed as a đồng nghĩa của Nokona carulifera, but was reinstated as a valid species năm 2001.